# Курнаев, Александр Александрович
Алекса́ндр Алекса́ндрович Курна́ев (род. 1 июня 1985, Ленинград, СССР) — российский футболист, полузащитник.

## Карьера
Воспитанник СДЮШОР «Смена» Санкт-Петербург. В 2004 году выступал в дублирующем составе местного «Зенита». В 2005 году защищал цвета ростовского СКА. В 2006 году пополнил ряды клуба «Луховицы». В 2007 году подписал контракт с вологодским «Динамо» В 2008—2010 годах защищал цвета санкт-петербургского «Динамо». В 2011 году перешёл в «Жальгирис», за который дебютировал в литовской А-Лиге 12 марта в матче против «Каунаса» (3:0). В 2012 году подписал контракт с клубом «Псков-747». В 2013 году пополнил ряды «Севера». В июле 2014 года перешёл в тверскую «Волгу».

## Достижения
- Серебряный призёр чемпионата Литвы: 2011
- Победитель зоны «Запад» Второго дивизиона: 2009